# Cumbres Borrascosas de Emily Brontë (adaptación teatral)
Cumbres Borrascosas es una novela escrita por la poetisa inglesa Emily Brontë (1818-1848) publicada en el año 1847, inicialmente bajo el seudónimo de Ellis Bell, sin lograr una muy buena acogida, aunque con el tiempo se convirtió en un clásico de la literatura universal. Su nombre original es Wuthering Heights, que se refiere al nombre de una propiedad en la localidad inglesa de Yorkshire, lugar de clima húmedo y turbulento donde se desarrolla la historia. 
Esta es la única novela que había escrito Emily Brontë, el resto de su producción literaria está formada por poemas, publicados en diversas ediciones, algunos de los cuales dejan entrever ciertos paralelismos o similitudes con Cumbres Borrascosas.
Esta inmortal obra literaria ha dado lugar a gran cantidad de adaptaciones en diversas expresiones artísticas, incluyendo varias películas dramatizaciones televisivas y radiofónicas, una adaptación musical para el teatro y una de las canciones más exitosas de la afamada cantante pop Kate Bush, aunque prácticamente no ha sido objeto de adaptaciones para el teatro, quizá por la dificultad que ofrece el desafío de englobar todos los personajes y situaciones de tan compleja novela, en un texto teatral que logre mantener la estructura y el espíritu de la obra original.

## Adaptación de 2006, en Argentina
En el año 2005, comienza a gestarse en Buenos Aires, Argentina, el proyecto de asumir el desafío de llevar a los escenarios una adaptación de la notable obra de Emily Brontë, y el director y dramaturgo argentino Roberto Pieri se dispone a trabajar en el texto, el cual estaría terminado en el año 2006.
La adaptación teatral subió a los escenarios en ese mismo año con un gran suceso de crítica y público, lo que provocó que nuevamente estuviera en la cartelera teatral de la capital argentina durante la temporada 2007 y 2008.
Su repercusión alcanzó enormes distancias geográficas, llegando incluso a comentarse su puesta en escena en medios periodísticos de la capital británica que expresaron su interés sobre las características de esta adaptación, y también en diversos sitios y foros de la web donde se dan cita seguidores de la obra de las hermanas Bronte y de la cultura del siglo XIX.
El dramaturgo y director eligió no seguir el camino más sencillo realizando una adaptación libre de la obra de Emily Brontë trasladando la acción a otras épocas y escenarios, sino que asumió la responsabilidad de mantener el texto de la pieza teatral dentro de la mayor fidelidad posible a la obra original, expresando así su respeto y admiración por la inmortal novela de la poetisa inglesa. Así, la pieza mantiene en su texto la presencia de los personajes principales como Heathcliff, Catalina y Hindley Earnsahw, Eduardo e Isabel Linton, Elena, José, y Caty, y a través de referencias y situaciones, se dan a conocer otros personajes que no están corporalmente en el escenario, como Hareton o el inquilino Lockwood.
Cuenta una historia profundamente dramática, en la que se enfrentan fatalmente sentimientos tan dispares como el amor y el odio, la venganza y el rencor, llevando a los personajes a la locura, y la muerte. La tragedia de Cumbres Borrascosas se inicia en la novela con el arribo del pequeño Heathcliff, un niño gitano recogido en las calles de Liverpool, al hogar de los Earnshaw, traído por el padre de la familia para que forme parte de la misma. La llegada de este niño con el tiempo alterará completamente la tranquila vida de su familia adoptiva así como la de sus vecinos, los distinguidos hermanos Linton, quienes residen en su gran mansión, conocida como La Granja de los Tordos. Catalina Earnshaw y Heathcliff comienzan, siendo tan sólo unos niños, una relación de dependencia mutua a lo largo de toda su vida, que se transformará con el correr de los años en una obsesiva relación que los envolverá en la locura desde la infancia hasta más allá de la muerte.
En la adaptación teatral, la acción se inicia cuando Cathy abandona Cumbres Borrascosas en una noche de tormenta, y luego se retrotrae en el tiempo a una situación en la cual Elena, el ama de llaves de la residencia de los Earnshaw, se encuentra con Mary, del servicio doméstico de la casa, y comienza a relatarle los hechos sucedidos allí, que llevaron a la trágica situación existente en esa actualidad. A lo largo de toda la obra, se van presenciando los principales sucesos de la novela, algunos de los cuales están reflejados en el escenario con ajustada fidelidad, hasta llegar a un final diferente al original, ofreciendo un desenlace que contiene todo el dramatismo y la profundidad de la  tragedia vivida por los desdichados habitantes de Cumbres Borrascosas y la Granja de los Tordos.
Cumbres Borrascosas es una historia arrebatadora y romántica, de amor, venganza, locura y muerte, que configura, una compleja tragedia que con el tiempo se ha convertido, gracias a sus valores, en una obra maestra de la literatura Universal, y esta magistral adaptación del director y dramaturgo argentino Roberto Pieri, con una notable puesta en escena por su originalidad, sugestividad, y producción, le hace honor a esta pieza literaria fundamental.